# Wickenburg, Arizona
Wickenburg är en stad (town) i Maricopa County, och  Yavapai County, i delstaten Arizona, USA. Enligt United States Census Bureau har staden en folkmängd på 6 467 invånare (2011) och en landarea på 48,6 km².